# Taylour Paige
Taylour Dominique Paige (Santa Monica, 5 ottobre 1990) è un'attrice e ballerina statunitense.

## Biografia
Figlia di Reginald Paige e Cheryl Boutte, Taylour Paige è nata a Santa Monica e cresciuta ad Inglewood, un sobborgo di Los Angeles. Ha studiato danza per tutta l'infanzia e nel 2001 è diventata allieva della ballerina Debbie Allen. Successivamente si è laureata alla Loyola Marymount University.
Ha recitato professionalmente dal 2008, quando ha fatto il suo esordio cinematografico nel film High School Musical 3: Senior Year. Da allora ha recitato regolarmente in film e serie televisive, ottenendo un primo ruolo di rilievo nella serie televisiva Hit the Floor, in cui ha recitato in oltre trenta episodi tra il 2013 e il 2016. Negli anni successivi ha recitato anche nelle serie televisive Ballers e Grey's Anatomy e nel film Cocaine - La vera storia di White Boy Rick. Nel 2020 è stata la protagonista di Zola e ha recitato accanto a Viola Davis e Chadwick Boseman in Ma Rainey's Black Bottom.

## Filmografia parziale
- High School Musical 3: Senior Year, regia di Kenny Ortega (2008)
- Jean of the Joneses, regia di Stella Meghie (2016)
- Cocaine - La vera storia di White Boy Rick (White Boy Rick), regia di Yann Demange (2018)
- Zola, regia di Janicza Bravo (2020)
- Ma Rainey's Black Bottom, regia di George C. Wolfe (2020)
- Boogie, regia di Eddie Huang (2021)
- Sharp Stick, regia di Lena Dunham (2022)
- Mack & Rita, regia di Katie Aselton (2022)
- Un piedipiatti a Beverly Hills - Axel F (Beverly Hills Cop: Axel F), regia Mark Molloy (2024)
- Brothers, regia di Max Barbakow (2024)

### Televisione
- Hit Floor – serie TV, 33 episodi (2013-2016)
- Ballers – serie TV, 2 episodi (2015)
- Grey's Anatomy – serie TV, 13x4 (2016)

### Videoclip
- She Came to Give It to You (2014)
- We Cry Together di Kendrick Lamar[4] – cortometraggio (2022)